# Garibaldi (cocktail)
 (août 2024).
La mise en forme du texte ne suit pas les recommandations de Wikipédia : il faut le « wikifier ».
Les points d'amélioration suivants sont les cas les plus fréquents. Le détail des points à revoir est peut-être précisé sur la page de discussion.
- Les titres sont pré-formatés par le logiciel. Ils ne sont ni en capitales, ni en gras.
- Le texte ne doit pas être écrit en capitales (les noms de famille non plus), ni en gras, ni en italique, ni en « petit »…
- Le gras n'est utilisé que pour surligner le titre de l'article dans l'introduction, une seule fois.
- L'italique est rarement utilisé : mots en langue étrangère, titres d'œuvres, noms de bateaux, etc.
- Les citations ne sont pas en italique mais en corps de texte normal. Elles sont entourées par des guillemets français : « et ».
- Les listes à puces sont à éviter, des paragraphes rédigés étant largement préférés. Les tableaux sont à réserver à la présentation de données structurées (résultats, etc.).
- Les appels de note de bas de page (petits chiffres en exposant, introduits par l'outil «  Source ») sont à placer entre la fin de phrase et le point final[comme ça].
- Les liens internes (vers d'autres articles de Wikipédia) sont à choisir avec parcimonie. Créez des liens vers des articles approfondissant le sujet. Les termes génériques sans rapport avec le sujet sont à éviter, ainsi que les répétitions de liens vers un même terme.
- Les liens externes sont à placer uniquement dans une section « Liens externes », à la fin de l'article. Ces liens sont à choisir avec parcimonie suivant les règles définies. Si un lien sert de source à l'article, son insertion dans le texte est à faire par les notes de bas de page.
- La présentation des références doit suivre les conventions bibliographiques. Il est recommandé d'utiliser les modèles {{Ouvrage}}, {{Chapitre}}, {{Article}}, {{Lien web}} et/ou {{Bibliographie}}. Le mode d'édition visuel peut mettre en forme automatiquement les références.
- Insérer une infobox (cadre d'informations à droite) n'est pas obligatoire pour parachever la mise en page.

Pour une aide détaillée, merci de consulter Aide:Wikification.
Si vous pensez que ces points ont été résolus, vous pouvez retirer ce bandeau et améliorer la mise en forme d'un autre article.
Pour les articles homonymes, voir Garibaldi (homonymie).
Le Garibaldi est un cocktail classique de la tradition italienne, connu pour sa simplicité et son goût rafraîchissant. Ce mélange tire son nom de Giuseppe Garibaldi, le héros national italien du XIXe siècle, qui a joué un rôle crucial dans l'unification de l'Italie. Le cocktail reflète cette union en combinant deux ingrédients principaux issus des deux parties de l'Italie : l'amer rouge de Milan, au nord, et le jus d'orange de Sicile, au sud.

## Histoire
L'origine exacte du Garibaldi n'est pas bien documentée, mais il est généralement admis qu'il est apparu dans les années 1950 ou 1960, à une époque où les cocktails à base d'amers italiens devenaient populaires. 
Le choix de l'amer rouge, souvent représenté par Campari, et du jus d'orange, symbolise la rencontre entre le nord et le sud de l'Italie, rappelant ainsi l'unification du pays. Le nom du cocktail est un hommage direct à Giuseppe Garibaldi, qui a été une figure clé dans la lutte pour l'unification italienne.

## Préparation
- 5 cl de jus d’orange
- 4 cl de campari bitter

La préparation est servie dans un verre tumbler.

## Données nutritionnelles
Les calories du cocktail Garibaldi sont estimées à 558 calories d'après le site Passion Cocktail.